# Amazasp I. od Iberije
Amazasp I. od Iberije (gruz. ამაზასპი), bio je kralj Iberije (Kartlija, moderna istočna Gruzija), čiju vladavinu srednjevjekovne gruzijske kronike postavljaju u 2. stoljeće. Gruzijski povjesničar Kiril Tumanov predlaže da se za razdoblje njegove vladavine uzme razdoblje od 106. do 116. godine, a smatra ga sinom i nasljednikom Mitridata I., koji je iz epigrafske građe poznat kao saveznik Rima. Također ga identificira s Amazaspom koji se nalazi na Vespazijanovoj steli i s pogrebne, dvojezične, stele iz Armazija.
Ime Amazasp potječe iz staroperzijskog Hamazāsp, što bi otprilike moglo značiti "onaj koji je posjedovao ratne konje" (hamāza- "sukob"; + aspa- "konj").
Gruzijske kronike izvještavaju o Amazaspovoj zajedničkoj desetogodišnjoj vladavini s Derokom (Derukom) i bilježe Armazi kao njegovo sjedište (dok je Derokovo prebivalište bilo u Mcheti). Mnogi moderni znanstvenici, međutim, smatraju Iberijsko dvovlašće čistom legendom i tvrde da je Amazasp vladao sam.